# Боргхолм (тауншип, Миннесота)
Боргхолм (англ. Borgholm) — тауншип в округе Мил-Лакс, Миннесота, США. На 2000 год его население составило 1140 человек.

## География
По данным Бюро переписи населения США площадь тауншипа составляет 90,6 км², из которых 90,6 км² занимает суша, водоёмов нет.

## Демография
По данным переписи населения 2000 года здесь находились 1140 человек, 397 домохозяйств и 323 семьи.  Плотность населения —  12,6 чел./км².  На территории тауншипа расположено 418 построек со средней плотностью 4,6 построек на один квадратный километр. Расовый состав населения: 98,42 % белых, 0,18 % коренных американцев, 0,26 % азиатов, 0,26 % — других рас США и 0,88 % приходится на две или более других рас. Испанцы или латиноамериканцы любой расы составляли 0,18 % от популяции тауншипа.
Из 397 домохозяйств в 40,3 % воспитывались дети до 18 лет, в 69,8 % проживали супружеские пары, в 6,8 % проживали незамужние женщины и в 18,6 % домохозяйств проживали несемейные люди. 15,4 % домохозяйств состояли из одного человека, при том 5,0 % из — одиноких пожилых людей старше 65 лет. Средний размер домохозяйства — 2,87, а семьи — 3,17 человека.
30,8 % населения — младше 18 лет, 6,7 % — в возрасте от 18 до 24 лет, 30,2 % — от 25 до 44, 23,2 % — от 45 до 64, и 9,1 % — старше 65 лет. Средний возраст — 36 лет. На каждые 100 женщин приходилось 115,1 мужчин.  На каждые 100 женщин старше 18 приходилось 111,5 мужчин.
Средний годовой доход домохозяйства составлял 43 393 доллара, а средний годовой доход семьи —  49 250 долларов. Средний доход мужчин —  35 057  долларов, в то время как у женщин — 26 125. Доход на душу населения составил 15 778 долларов. За чертой бедности находились 8,7 % семей и 10,4 % всего населения тауншипа, из которых 8,0 % младше 18 и 17,5 % старше 65 лет.